# Böseneck
Böseneck ist ein Gemeindeteil der Stadt Gefrees im Landkreis Bayreuth (Oberfranken, Bayern). Böseneck liegt in der Gemarkung Grünstein.

## Geografie
Das Dorf liegt an der Ölschnitz und am Schleifenbach, der innerorts als rechter Zufluss in die Ölschnitz mündet. Die Staatsstraße 2180 führt zur Anschlussstelle 37 der Bundesautobahn 9 (1,4 km westlich). Die Kreisstraße BT 7 führt an Neubau vorbei, die A 9 unterquerend nach Streitau (2,2 km nördlich). Am Ortsausgang steht eine Winterlinde, die als Naturdenkmal ausgezeichnet ist. Die Kreisstraße BT 48 führt nach Gefrees (2 km östlich) bzw. nach Lützenreuth (2 km südlich).

## Geschichte
Der Ort wurde im Jahr 1406 als „ze Bessenecke“ erstmals urkundlich erwähnt. Im 18. Jahrhundert gab es in der Ölschnitz bei Böseneck eine große Anzahl von Perlmuscheln, mit qualitativ hochwertigen Perlen.
Gegen Ende des 18. Jahrhunderts bestand Böseneck aus 9 Anwesen. Die Hochgerichtsbarkeit stand dem bayreuthischen Stadtvogteiamt Gefrees zu. Die Dorf- und Gemeindeherrschaft hatte das Kastenamt Gefrees. Grundherren waren das Kastenamt Gefrees (2 Halbhöfe), das Stiftskastenamt Himmelkron (2 Höfe, 2 Halbhöfe) und das Amt Stein (2 Halbhöfe, 1 Gut).
Von 1797 bis 1810 unterstand Böseneck dem Justiz- und Kammeramt Gefrees. Infolge des Ersten Gemeindeedikts wurde Böseneck dem 1812 gebildeten Steuerdistrikt Gefrees und der zugleich entstandenen Ruralgemeinde Grünstein zugewiesen.  Am 1. April 1927 wurde Böseneck nach Gefrees eingegliedert.

### Einwohnerentwicklung
| Jahr      | 001812 | 001819 | 001861 | 001871 | 001885 | 001900 | 001925 | 001950 | 001961 | 001970 | 001987 |
| Einwohner | 69     | 68     | 106    | 103    | 93     | 77     | 86     | 110    | 91     | 74     | 64     |
| Häuser    | 11     |        |        |        | 14     | 12     | 15     | 13     | 14     |        | 15     |
| Quelle    | [ 8 ]  | [ 11 ] | [ 12 ] | [ 13 ] | [ 14 ] | [ 15 ] | [ 16 ] | [ 17 ] | [ 18 ] | [ 19 ] | [ 1 ]  |

## Religion
Böseneck war rechts der Ölschnitz nach St. Johannes der Täufer (Gefrees) gepfarrt und links der Ölschnitz nach St. Jakobus der Ältere (Marktschorgast). Seit der Reformation ist der Ort evangelisch-lutherisch geprägt und nach Gefrees gepfarrt.